# Exocentrus parterufipennis
Exocentrus parterufipennis är en skalbaggsart som beskrevs av Stefan von Breuning 1956. Exocentrus parterufipennis ingår i släktet Exocentrus och familjen långhorningar.
Artens utbredningsområde är Filippinerna. Inga underarter finns listade i Catalogue of Life.